# Steal Hear
Steal Hear is het zevende muziekalbum van de West Coast-rapper Coolio. Het album werd uitgegeven op 28 oktober 2008, door Super Cool Ent. Het album werd geproduceerd door Coolio zelf.

## Nummers
1. "Gangsta Walk" (samen met Snoop Dogg) - 3:57
2. "Cruise Off" - 4:57
3. "They Don't Know" (samen met Black Orchid) - 3:54
4. "It's On" - 3:46
5. "Boyfriend" (samen met A.I.) - 3:33
6. "Do It" (samen met Goast) - 4:19
7. "Lady and a Gangsta" (samen met K-La) - 4:24
8. "Make Money" (samen met Gangsta Lu) - 4:16
9. "Back It Up Now" (samen met Vizhun, Goast en Emo) - 3:52
10. "Keep It Dancing" - 3:49
11. "Dip It" (samen met Gangsta Lu) - 3:31
12. "Motivation" (samen met A.I.) - 4:26
13. "One More Night" (samen met L.V.) - 4:08
14. "Here We Come" - 4:37
15. "Keep It Gangsta" - 4:13

It Takes a Thief · Gangsta's Paradise · My Soul · Coolio.com · El Cool Magnifico · The Return of the Gangsta · Steal Hear · Fantastic Voyage: The Greatest Hits